# Instituto Chico Mendes para la Conservación de la Biodiversidad
El Instituto Chico Mendes para la Conservación de la Biodiversidad (ICMBio) es una institución autónoma de régimen especial brasileña vinculada al Ministerio del Medio Ambiente e integrada al Sistema Nacional de Medio Ambiente de Brasil (SISNAMA). Fue creado por la ley n.º 11.516, de 28 de agosto de 2007 y tiene su estructura regimental aprobada por el decreto n.º 7.515, de 8 de julio de 2011.
El nombre del Instituto homenaje a Chico Mendes, activista cuya lucha ganó repercusión nacional e internacional por la defensa de la biodiversidad amazónica - representada por los seringais y por las comunidades que de él dependían los años 80 en Brasil. Chico Mendes fue reconocido mundialmente por la ONU y recibió incontables premios, siendo uno de los más importantes el Global 500, por su lucha en defensa del medio ambiente.

## Atribuciones
El instituto es responsable por proponer, implantar, gestionar, proteger, fiscalizar y monitorear Parques nacionales (Brasil) y las unidades de conservación federales, además de fomentar y ejecutar programas de investigación, protección, preservación y conservación de la biodiversidad y ejercer el poder de policía ambiental para la protección de la biodiversidad en todo lo Brasil. Surgió de una reestructuración del Instituto Brasileño del Medio ambiente y de los Recursos Naturales Renovables (IBAMA), anteriormente responsable por tales atribuciones.
Entre las principales cualificaciones del ICMBio están presentar y editar normas y patrones de gestión de Unidades de Conservación federales; proponer la creación, regularização fundiária y gestión de las Unidades de Conservación federales; y apoyar la implementación del Sistema Nacional de Unidades de Conservación (SNUC).
El Instituto debe aún contribuir para la recuperación de áreas degradadas en Unidades de Conservación. Él fiscaliza y aplica penalidades administrativas ambientales o compensatorias a los responsables por el no saludo de las medidas necesarias a la preservación o corrección de la degradación ambiental.
Cabe al Instituto Chico Mendes monitorear el uso público y la explotación económica de los recursos naturales en las Unidades de Conservación donde eso sea permitido, obedecidas las exigencias legales y de sustentabilidad del medio ambiente.
En el área de investigación, él debe contribuir para la generación y diseminación sistemática de informaciones y conocimientos relativos a la gestión de Unidades de Conservación, de la conservación de la biodiversidad y del uso de los recursos faunísticos, pesqueros y forestales.
Aún en esa área, el Instituto dissemina metodologías y tecnologías de gestión ambiental y de protección y manejo integrado de ecosistemas y de especies del patrimonio natural y genético de representatividad ecológica en escala regional y nacional.
La autarquía también crea y promueve programas de educación ambiental, contribuye para la implementación del Sistema Nacional de Informaciones sobre el Medio ambiente (Sinima) brasileño y aplica, en el ámbito de su cualificación, dispositivos y acuerdos internacionales relativos a la gestión ambiental.
Otra cualificación del Instituto es proponer y editar normas de fiscalización y de control del uso del patrimonio espeleológico (cavernas) brasileño, así como fomentar levantamientos, estudios e investigaciones que posibiliten ampliar el conocimiento sobre las cavidades naturales subterráneas existentes, además de elaborar el Informe de Gestión de las Unidades de Conservación.
La misión del Instituto Chico Mendes es proteger el patrimonio natural y promover el desarrollo socioambiental.
Eso se da por medio de la gestión de Unidades de Conservación Federales, de la promoción del desarrollo socioambiental de las comunidades tradicionales en aquellas consideradas de uso sostenible, de la investigación y gestión del conocimiento, de la educación ambiental y del fomento al manejo ecológico.
Compete a las Unidades de Conservación federales y a los Centros de Investigación y Conservación producir, por medio de la investigación científica, del ordenamiento y del análisis técnico de datos, el conocimiento necesario a la conservación de la biodiversidad, del patrimonio espeleológico y de la socio biodiversidad asociada a pueblos y comunidades tradicionales.